# Natação nos Jogos Olímpicos de Verão da Juventude de 2010 - 50 m borboleta feminino
As provas dos 50 metros mariposa/borboleta feminino da natação nos Jogos Olímpicos de Verão da Juventude de 2010 foram realizadas nos dias 17 e 18 de agosto, na Escola dos Desportos, em Cingapura. 23 nadadoras estavam inscritas neste evento.

## Medalhistas
| Ouro   | CHN Liu Lan        |
| Prata  | ITA Elena di Liddo |
| Bronze | FRA Anna Santamans |

## Eliminatórias

### Eliminatória 1
| Pos. | Raia | Nome                 | País             | Tempo | Notas |
| ---- | ---- | -------------------- | ---------------- | ----- | ----- |
| 1    | 6    | Lovisa Eriksson      | SWE Suécia       | 27.44 | Q     |
| 2    | 4    | Liu Lan              | CHN China        | 27.81 | Q     |
| 3    | 2    | Anna Santamans       | FRA França       | 27.94 | Q     |
| 4    | 5    | Katarína Listopadová | SVK Eslováquia   | 28.06 | Q     |
| 5    | 3    | Rachael Kelly        | GBR Grã-Bretanha | 28.14 | Q     |
| 6    | 1    | Aina Filsrabetsara   | MAD Madagascar   | 30.54 |       |
| 7    | 7    | Sonia Akter          | BAN Bangladesh   | 32.93 |       |

### Eliminatória 2
| Pos. | Raia | Nome                  | País                  | Tempo | Notas |
| ---- | ---- | --------------------- | --------------------- | ----- | ----- |
| 1    | 4    | Elena di Liddo        | ITA Itália            | 27.25 | Q     |
| 2    | 3    | Bruna Rocha           | BRA Brasil            | 28.23 | Q     |
| 3    | 2    | Zoe Johnson           | AUS Austrália         | 28.40 | Q     |
| 4    | 5    | Anna Schegoleva       | CYP Chipre            | 28.57 | Q     |
| 5    | 6    | Bryndís Rún Hansen    | ISL Islândia          | 28.60 | Q     |
| 6    | 7    | Khadeja Phillip       | TRI Trinidad e Tobago | 30.04 |       |
| 7    | 8    | Kathryn Millin        | SWZ Essuatíni         | 30.31 |       |
| 8    | 1    | Surennyam Erdenebileg | MGL Mongólia          | 36.12 |       |

### Eliminatória 3
| Pos. | Raia | Nome                | País          | Tempo | Notas |
| ---- | ---- | ------------------- | ------------- | ----- | ----- |
| 1    | 2    | Katja Hajdinjak     | SLO Eslovênia | 28.17 | Q     |
| 1    | 3    | Lindsay Delmar      | CAN Canadá    | 28.17 | Q     |
| 3    | 5    | Anna Martí          | ESP Espanha   | 28.26 | Q     |
| 4    | 6    | Danielle Villars    | SUI Suíça     | 28.64 | Q     |
| 5    | 4    | Lena Kalla          | GER Alemanha  | 28.75 | Q     |
| 6    | 7    | Xiang Qi Amanda Lim | SIN Singapura | 29.48 | Q     |
| 7    | 1    | Sabine Hazboun      | PLE Palestina | 31.88 |       |
| 8    | 8    | Reni Jani           | ALB Albânia   | 34.43 |       |

## Semifinais

### Semifinal 1
| Pos. | Raia | Nome                | País             | Tempo | Notas |
| ---- | ---- | ------------------- | ---------------- | ----- | ----- |
| 1    | 4    | Lovisa Eriksson     | SWE Suécia       | 27.27 | Q     |
| 2    | 5    | Anna Santamans      | FRA França       | 27.51 | Q     |
| 3    | 3    | Rachael Kelly       | GBR Grã-Bretanha | 27.67 | Q     |
| 4    | 6    | Katja Hajdinjak     | SLO Eslovênia    | 27.76 | Q     |
| 5    | 2    | Anna Martí          | ESP Espanha      | 28.25 |       |
| 6    | 1    | Danielle Villars    | SUI Suíça        | 28.59 |       |
| 7    | 7    | Anna Schegoleva     | CYP Chipre       | 28.80 |       |
| 8    | 8    | Xiang Qi Amanda Lim | SIN Singapura    | 29.34 |       |

### Semifinal 2
| Pos. | Raia | Nome                 | País           | Tempo | Notas |
| ---- | ---- | -------------------- | -------------- | ----- | ----- |
| 1    | 4    | Elena di Liddo       | ITA Itália     | 26.88 | Q     |
| 2    | 5    | Liu Lan              | CHN China      | 27.15 | Q     |
| 3    | 3    | Katarína Listopadová | SVK Eslováquia | 27.79 | Q     |
| 4    | 6    | Lindsay Delmar       | CAN Canadá     | 28.02 | Q     |
| 5    | 2    | Bruna Rocha          | BRA Brasil     | 28.09 |       |
| 6    | 8    | Lena Kalla           | GER Alemanha   | 28.31 |       |
| 7    | 7    | Zoe Johnson          | AUS Austrália  | 28.43 |       |
| 8    | 1    | Bryndís Rún Hansen   | ISL Islândia   | 28.53 |       |

## Final
| Pos.              | Raia | Nome                 | País             | Tempo | Notas |
| ----------------- | ---- | -------------------- | ---------------- | ----- | ----- |
| Medalha de ouro   | 5    | Liu Lan              | CHN China        | 26.97 |       |
| Medalha de prata  | 4    | Elena di Liddo       | ITA Itália       | 27.06 |       |
| Medalha de bronze | 6    | Anna Santamans       | FRA França       | 27.31 |       |
| 4                 | 1    | Katarína Listopadová | SVK Eslováquia   | 27.38 |       |
| 5                 | 8    | Lindsay Delmar       | CAN Canadá       | 27.54 |       |
| 6                 | 3    | Lovisa Eriksson      | SWE Suécia       | 27.55 |       |
| 7                 | 2    | Rachael Kelly        | GBR Grã-Bretanha | 27.77 |       |
| 8                 | 7    | Katja Hajdinjak      | SLO Eslovênia    | 27.86 |       |